# 橋本義夫
橋本 義夫（はしもと よしお、1902年（明治35年）3月13日 – 1985年（昭和60年）8月4日）は、自分史の先駆的な試みである「ふだん記（ぎ）運動」の理論的指導者である

## 来歴・人物
東京府南多摩郡川口村字楢原（現・東京都八王子市楢原町）に、郡会議員を務めた農業・橋本喜市の二男として生まれる。1920年府立農林学校を卒業後は家業を手伝う傍ら、トルストイ・武者小路実篤・内村鑑三らの著作に親しみ、志を同じくする青年たちと共に生活改善運動や農村図書館設立運動に取り組む。1928年には八王子市の繁華街・横山町に書店「揺籃社」を開業する。青年層の理想主義に訴えるような良書を多く取り扱い、やがて多摩地区の文化センター的な存在となっていった。
非戦論者であった橋本だが、1941年太平洋戦争が勃発すると、「敗戦となれば人民が惨苦を負担」することになるとして戦争協力の意向を固め、軍部に義捐金の寄付を行うなどしたという。ほどなくして彼我の生産力の格差から日本の敗戦を確信し、東條英機首相への直訴を計画したりもした。1944年11月、治安維持法違反のかどで拘引され、5ヶ月間の留置場暮らしを経験する。1945年8月2日の八王子空襲によって揺籃社と楢原の生家を消失し、蔵書の大半を失った。
終戦後の1946年、自らの戦争責任を厳しく断罪する「戦争犯罪自己調書」をしたため、「懲罰」として「青年・少年・未来の人民のために奉仕すること」を自らに課す。以後、無名のまま埋もれた郷土史上の人物を顕彰する「建碑運動」に取り組んだり（有名な碑の一つに、八王子市鑓水の「絹の道碑」（1957年建立）がある）、地元の文化・歴史の研究活動に尽力した。
1968年、「文章は一部の特権階級や文章職人のものではなく、万人のものであるべきだ」との問題意識の下に、『ふだんぎ』創刊号を発行する。橋本は繰り返し「下手に書きなさい」と訴え、投稿者には必ず褒める返事を書いた。1970年歴史学者色川大吉が『朝日新聞』紙上にてふだん記運動を紹介したことで参加者が増え、全国的な拡がりを持つこととなった。色川は「民衆の新原理を追求した新常民運動」であると評価している。『ふだんぎ』は2007年10月刊行分まで通算114号を数え、現在全国で15のグループが活動中である。
1985年8月4日、胃癌のため逝去。享年83。